# Famille de Bourg
Pour les articles homonymes, voir Bourg, Bourg (homonymie), Bourke (homonymie), Bourque et Burke.
Cette page explique l’histoire ou répertorie les différents membres de la famille de Bourg.
 (août 2025).
La famille de Bourg (en latin médiéval de Burgo), est une famille faisant partie de la grande noblesse normande, installée en Angleterre puis en Irlande.

## Histoire

### Origines
Cette famille s'est installée en Angleterre après la bataille de Hastings (1066), où le nom fut anglicisé en de Burgh. La branche principale se fixa en Irlande en 1175 d'où le nom se transforma en Burke (Comté de Galway) ou Bourke (Comté de Mayo). Certains descendants gaëlisant même leur patronyme en Mac William ou Mac Liam.
Un membre de la famille, Hubert, comte de Kent, est régent et justicier d'Angleterre et d'Irlande de 1216 à 1232, tandis que son frère (ou demi-frère voire son cousin) Guillaume fonda la branche irlandaise de la famille et devient seigneur titulaire de Thomond et de Limerick.

### Branche aînée (comtes d'Ulster)

#### Premières générations
Le fils de Guillaume, Richard de Bourg, justicier d'Irlande de 1228 à 1238, fait la conquête du Connacht en 1235, et son fils Gautier de Bourg est nommé comte d'Ulster en 1264. Richard le Comte Rouge († 1326), fils de Gautier, seigneur du Connacht et successeur de son père pour le comté d'Ulster, fait la conquête de tout le nord de l'Irlande.

#### Guerre civile des Burgh
Le meurtre en 1333 de Guillaume le Comte Brun, petit-fils et successeur de Richard le Comte Rouge fut à l'origine d'une guerre civile familiale (en) (1333-1340).
Deux membres de la branche cadette Edmond Albanach et Ulick (ou Uleaigh en gaélique) Bod an Balcuigh d'Annaghkeen se fondant sur la tradition gaélique de succession par les hommes, saisirent les terres familiales du Connaught qui revenaient à la comtesse Elisabeth, la jeune fille de Guillaume le Comte Brun et future épouse de Lionel d'Anvers. Le roi d'Angleterre fut dans l'obligation de valider l'usurpation en accordant son pardon en 1340.
Les deux nouveaux seigneurs se partagèrent le Connaught abandonnèrent leurs noms normands pour prendre ceux de:
- Mac William Ioachtar c'est-à-dire: clan Haut/Nord des Mac William (Liath) pour Edmund (mort en 1375) d'où sont issus les seigneurs puis vicomtes (1627) et comtes (1785) de Mayo[2],[3].

- Mac William Uachtar  c'est-à-dire: clan Bas/Sud des Mac William (Liath) pour Ulick (mort en 1353) d'où les seigneurs puis comtes (1543) et enfin marquis (1646) de Clanricard[4].

## Héraldique

### Armes de la famille
La famille de Bourg portait initialement « d’or à la croix de gueules »,,. Après l'extinction de la branche aînée des comtes d'Ulster, en 1333, ce blason fut récupéré par la branche de Dromkeen.
| Armes pleines de la famille de Bourg. | Armes pleines de la famille. |

Néanmoins, il semble que les premiers membres connus de la famille aient porté des blasons différents. C'est notamment le cas pour Hubert de Bourg, frère cadet de Guillaume, puis Richard Mór, fils du même Guillaume, qui auraient porté « losangé de vair et de gueules »[réf. nécessaire] ou « de gueules losangé de sept pièces de vair, 3, 3 et 1 ».  
| Armes personnelles d'Hubert de Bourg. | Armes d'Hubert de Bourg et de son neveu, Richard Mór. |

Suivant plutôt la tradition anglaise où les règles héraldiques sont d'usage plus strictes — seul le chef de famille peut notamment porter les armes pleines —, les différentes branches de la famille ont très souvent porté des brisures ou des armes composées.
| Figure                              | Blasonnement |
| ----------------------------------- | --- |
| Certaines branches sont manquantes. | |
|                                     | Bourke de Brittas et de Castleconnell D’or à la croix de gueules, accompagnée au 1er d’une main dextre coupée de sable, posée en pal,.                                                                                     |
|                                     | Bourke de Lorient Coupé d’or sur hermine, à la croix de gueules brochant sur le coupé, accompagnée au 1er d’un lion de sable, armé et lampassé de gueules, et au 2e d’une main dextre appaumée de sable.                   |
|                                     | Bourke de Mayo Coupé d’or sur hermine, à la croix de gueules brochant sur le coupé, accompagnée au 1er d’un lion de sable et au 2e d’une main dextre appaumée de sable. Alias coupé d’or sur argent et la main de gueules. |
|                                     | Burke de Clanricard, de Galway et de Glinsk D’or à la croix de gueules, accompagnée au 1er d’un lion de sable. |
|                                     | Burke d'Elm Hall D’or à la croix de gueules, accompagnée aux 1er et 4e d’un lion de sable,. |
|                                     | Burke de Marble Hill D’herminais à la croix de gueules, accompagnée au 1er d’un lion de sable. |
|                                     | Burke de Tyaquin D’or à la croix de gueules, chargée d’un anneau et accompagnée au 1er d’un lion de sable. |

En Angleterre, la famille a cependant utilisé d'autres armigères.
| Figure                              | Blasonnement                                                  |
| ----------------------------------- | ------------------------------------------------------------- |
| Certaines branches sont manquantes. |                                                               |
|                                     | Burgh de Gainsborough D’azur à trois fleurs de lys d’hermine. |

### Reprises par des institutions
En plus de sa fameuse main rouge, le drapeau de la province d'Ulster, sur l'île d'Irlande, rappelle directement la croix de saint Georges sur champ d'or de la maison de Bourg, :

Drapeau de l'ancienne province irlandaise d'Ulster.